# Křivatec žlutý
Křivatec žlutý (Gagea lutea) je typická jarní rostlina z čeledi liliovitých. Jedná se o trvalku, tedy víceletou a vytrvalou rostlinu.  Dorůstá délky 10–30 cm, na stonku se nachází jeden až 10 citronově žlutých, vně žlutozelených květů. Květy jsou malé a mají 6 okvětních lístků. Kvete v březnu a dubnu. Křivatec má v zemi vytvořen zásobní orgán – cibuli. 
Křivatec je myrmekochorní rostlina – semena mají vyvinuty masité přívěsky, tzv. masíčka, jimiž se živí mravenci a přispívají tak k rozšiřování druhu.
Výskyt v lužních lesích s bohatým bylinným patrem, sady, houštiny, místa s prosakujjící vodou. Především ve vápencových oblastech.
Snadno zaměnitelný s druhem křivatec luční (Gagea pratensis) který se liší tím, že má nejspodnější stonkový list delší než květenství a má 2 cibulky. Dalším důležitým příbuzným je velmi vzácný křivatec český (Gagea bohemica). Velmi vzácný, ale v ČR se nevyskytující, je křivatec toulcový (Gagea spathacea).